# Дифтонгоиды
Дифтонгоиды (др.-греч. δί-φθογγον, δί-φθογγος от др.-греч. δίς (δῐ-) — «дважды, двукратно» + др.-греч. φθόγγος — «голос, звук», буквально «с двумя звуками» или «с двумя тонами») — это гласные, звучание которых неоднородно. Дифтонгоиды начинаются или заканчиваются кратким призвуком другого гласного, обычно близкого по артикуляции; они характеризуются скользящей артикуляцией, но степень скольжения в них значительно слабее, чем, например, у дифтонгов. В них не происходит радикального изменения качества звучания гласного, поэтому дифтонгоиды обыкновенно относят к группе монофтонгов.